# Сельское поселение «Маккавеевское»
Се́льское поселе́ние «Маккавеевское» — муниципальное образование в Читинском районе Забайкальского края Российской Федерации.
Административный центр — село Маккавеево.

## История
Статус и границы сельского поселения установлены Законом Читинской области от 19 мая 2004 года «Об установлении границ, наименований вновь образованных муниципальных образований и наделении их статусом сельского, городского поселения в Читинской области»

## Население
| 2010  | 2011  | 2012  | 2013  | 2014  | 2015  | 2016  |
| ----- | ----- | ----- | ----- | ----- | ----- | ----- |
| 4157  | ↗4182 | ↘4172 | ↗4214 | ↘4212 | ↘4191 | ↘4139 |
| 2017  | 2018  | 2019  | 2020  | 2021  |       |       |
| ↘4073 | ↘4043 | ↘4039 | ↘4006 | ↗5022 |       |       |

## Состав сельского поселения
| № | Населённый пункт | Тип населённого пункта       | Население |
| - | ---------------- | ---------------------------- | --------- |
| 1 | Дом Инвалидов    | посёлок                      | ↗31       |
| 2 | Маккавеево       | село, административный центр | ↗4991     |